# Daniel Lehmann (Koch)
Daniel Lehmann (* 29. Dezember 1977 in Nashua, USA) ist ein Schweizer Koch und Präsident der Jeunes Restaurateurs d’Europe.

## Werdegang
Lehmann entstammt einer Gastronomen-Familie, der das Hotel-Restaurant Moosegg in Emmenmatt gehört, das sich auf über 1000 Metern Höhe befindet.
Nach der Kochlehre absolvierte Lehmann zusätzlich eine Servicefachlehre. Beim Koch- und Service-Lehrlingswettbewerb in Burgdorf erreichte er den 1. Rang. Er kochte im Restaurant Landhaus in Davos, im elterlichen Hotel-Restaurant Moosegg ob Emmenmatt und im Hotel Alpenhof in Zermatt. 2001 ging Lehmann in die USA zum Stonehedge Inn in Massachusetts und als Souschef zum Greenhouse Catering in Nashua.
2002 wurde Daniel Lehmann Küchenchef im elterlichen Hotel-Restaurant Moosegg in Emmenmatt. Seit 2007 ist er dort Geschäftsführer und Nachfolger seiner Eltern.
2019 übernahm Lehmann das Präsidium der Jeunes Restaurateurs d’Europe.

## Auszeichnungen (Auswahl)
- 2000: Vizekoch des Jahres beim Swiss Culinary Cup[6]
- Seit 2015: 16 Punkte im Gault Millau[7]
- Seit 2017: Bib im Guide Michelin[8]

## Publikation
- La haute cuisine de l'Emmental. Weber Verlag 2012, ISBN 978-3906033044.